# Kier Bosch
Kier Bosch (Wildervank, 7 augustus 1908 – Groningen, 22 februari 1965) was een Nederlands burgemeester van de ARP.
Hij werd geboren als zoon van Jan Bosch (1879-1948; landbouwer) en Trijntje Sluis (1883-1972). Hij is aan de Rijksuniversiteit Groningen afgestudeerd in de rechten en was daarna enkele jaren werkzaam in de landbouwsector. Bosch werd rond 1935 volontair bij de gemeente Winsum en in 1937 werd hij daar benoemd tot burgemeester. Bosch werd in 1941 ontslagen en moest later onderduiken. In april 1946 terug in zijn oude functie. Nadat Bosch langdurig ziek was, overleed hij in 1965 op 56-jarige leeftijd in het Academisch Ziekenhuis in Groningen. 